# NGC 4326
NGC 4326 је спирална галаксија у сазвежђу Девица која се налази на NGC листи објеката дубоког неба.
Деклинација објекта је + 6° 4' 21" а ректасцензија 12h 23m 11,6s. Привидна величина (магнитуда) објекта NGC 4326 износи 13,4 а фотографска магнитуда 14,2. NGC 4326 је још познат и под ознакама UGC 7454, MCG 1-32-33, CGCG 42-64, VCC 623, NPM1G +06.0336, PGC 40192.